# Neamblymorpha milva
Neamblymorpha milva là một loài tò vò trong họ Ichneumonidae.